# Sybota compagnuccii
Sybota compagnuccii là một loài nhện trong họ Uloboridae.
Loài này thuộc chi Sybota. Sybota compagnuccii được Cristian J. Grismado miêu tả năm 2007.